# Бестон, Генри
 Генри Бестон, (англ. Henry Beston Sheavan; 1 июня 1888, Куинси (Массачусетс) — 15 апреля 1968, Ноблборо, штат Мэн) — известный американский писатель-натуралист, автор многочисленных публикаций и книг. Среди них наибольшей известностью пользуется «Домик на краю земли», гуманизм которой рождён слиянием поэтического видения природы, научного подхода в её познании и призыва к бережному сохранению животного мира.

## Годы становления
Генри Бестон вырос в г.Куинси. Он был сыном врача Joseph Sheahan  – американца ирландского происхождения и матери Marie Louise (Maurice) Beston Sheahan  – американки французского происхождения. Учился в Adams Academy – престижном учебном заведении, уровень подготовки в котором позволял выпускникам поступать в Гарвардский университет.
В 1909 году окончил Гарвард, а в 1911 году, получив там же степень магистра, уехал во Францию. Преподавал в университете города Лион.
C 1914 года – ассистент английского отделения Гарварда.
После начала Первой мировой войны поступил добровольцем в рядовые (фр. poilu) французской армии. Был водителем санитарного автомобиля.  Участвовал в сражении под Верденом.
В 1918 году стал пресс-атташе ВМФ США. В качестве единственного корреспондента сопровождал поход британского флота на американском эскадренном миноносце. Был спасён с затонувшего в морском бою корабля.

## Начало литературной деятельности
События и личные переживания Бестона, связанные с участием в сухопутных и морских сражениях Первой мировой войны, отражены в его первых книгах: «A Volunteer Poilu» - «Доброволец» - (1916) и «Full Speed Ahead» - «Полный вперёд» - (1919). В стремлении изжить трагические военные впечатления, резко сменил тематику творчества и в период с 1919 по 1926 гг. написал несколько книг сказок. Был редактором и автором еженедельника «The Living Age», издаваемого журналом «The Atlantic Monthly» .
В 1925 году журнал «The World's Work» заказал Бестону статью о береговой охране. Это привело его на полуостров Кейп-Код, где писатель принимал участие в регулярном патрулировании побережья  вместе с офицерами службы охраны.

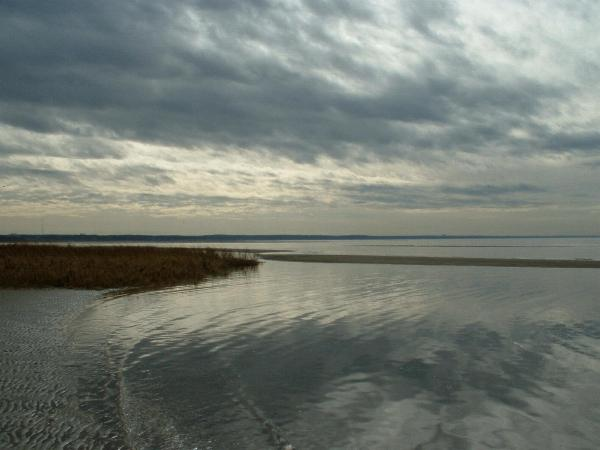
Вид на залив Кейп-Код от города Истхэм

Потрясённый величественной красотой безлюдного внешнего пляжа полуострова, Бестон решил уединиться здесь на некоторое время.
Побывавший на мысе Кейп-Код ещё в середине XIX века Генри Дэвид Торо, писал о мистике этого места: «Человек может встать здесь и оставить позади себя всю Америку».
На необыкновенные пейзажи и особенности природы полуострова (его «гений места») уже во второй половине XX века обратил внимание и русский поэт Иосиф Бродский - в стихотворении «Колыбельная Трескового Мыса» (1975) он выразил своё ощущение, что именно здесь «одиночество учит сути вещей, ибо суть их тоже одиночество…», а «человек размышляет о собственной жизни, как ночь о лампе…»
Весной 1925 года на берегу был построен дом размером 20 х 16 футов, названный  Бестоном  «Fo'castle»  («полубак») котором писатель провел около двух лет, покидая его лишь изредка. Написанная здесь самая известная книга Бестона «Домик на краю земли» (англ. The Outermost House) была опубликована в 1928 году. В ней он утверждал свою основную мысль:

«Природа - это часть человеческого бытия, а не осознав этой божественной тайны, человек перестает быть человеком...»

## Признание
В 1940-х степень почетного доктора Бестону присвоили  Боудин-колледж,  Дартмутский колледж  и Университет Мэна. Он был избран почетным членом общества Phi Beta Kappa (англ. Phi Beta Kappa Society) Гарвардского университета и почетным редактором орнитологического журнала «Audubon Magazine».
В 1960 году Американская академия искусств и наук наградила Бестона медалью имени Эмерсона-Торо – он стал её третьим лауреатом после Р. Фроста и Т. С.  Элиота.
В 1964 году Fo'castle был объявлен национальной литературной достопримечательностью. На состоявшейся по этому поводу церемонии, обращаясь к писателю, губернатор штата Массачусетс Эндикотт Пибоди отметил, что его знаменитая книга: «стала одной из причин открытия и существования Национального парка «Побережье мыса Кейп-Код» (англ. Cape Cod National Seashore).
Бестон умер 15 апреля 1968 года в Ноблборо, штат Мэн. На мемориальной доске его дома-музея начертаны слова: «Он искал истину и обрел её в человеческом сердце».
Главная книга Бестона переиздавалась десятки раз. В 2007 году появилась её аудиоверсия.

## Бестон и Торо
В США Бестона сопоставляли с его тёзкой Генри Дэвидом Торо (1817—1862) .  Они оба родились и жили в Новой Англии. Оба  окончили Гарвардский университет. У обоих был дар поэтического чувствования природы. Оба они, хотя и по разным причинам, прожили около двух лет в одиночестве, вдали от людей: Торо – на берегу Уолденского озера, Бестон – на береговой линии океана. Оба описали свои наблюдения и мысли в книгах, которые сделали авторов знаменитыми и были признаны классическими произведениями американской словесности. Своим впечатлениям от неоднократных посещений полуострова Кейп-Код в 1849-1857 годах Торо посвятил книгу Cape Cod (1865).
Торо, избегая «обесчеловечивания» и пороков современного ему общества,  предпринял свой опыт «правильной жизни» только собственным трудом и без излишеств :

«Большая часть роскоши и многое из так называемого комфорта не только не нужны, но положительно мешают прогрессу человечества… Я ушел в лес потому, что хотел жить разумно, имея дело с важнейшими фактами жизни и попробовать… жить со спартанской простотой, изгнав из жизни всё, что не является настоящей жизнью...»

Бестон же, потрясенный переживаниями, вызванными участием в боевых действиях Первой мировой войны, искал для себя место уединения и душевного покоя:

«Когда я начинал строиться, мне и в голову не приходила мысль использовать этот приют как постоянное жилье. Мне хотелось обзавестись гнездом, достаточно уютным и зимой, куда бы я смог приезжать в свободное время… людям недостает языков пламени перед протянутыми ладонями, родниковой воды, чистого воздуха, девственной земли под ногами...»

Торо верил в благотворное воздействие природы на человека, предполагая при этом её неисчерпаемость:

«Дикая природа нужна нам, как источник бодрости; нам необходимо иногда пройти вброд по болоту, где притаилась выпь и луговая курочка, послушать гудение бекасов, вдохнуть шуршащей осоки… Природой невозможно насытиться. Нам необходимо бодрящее зрелище её неисчерпаемой силы...»

Бестон оставил проникновенно-художественное описание окружавшей его стихии, наполненное, одновременно, ощущением необходимости изменения отношения человека к живой природе:

 
«Величественные ритмы природы… приливы и отливы, набеги волн, сборища птиц, передвижения морских обитателей, зима и штормы, великолепие осени и святость весны — все это составляло неотъемлемую часть жизни пляжа. Чем дольше я оставался там, тем становился увлеченнее, тем полнее мне хотелось познать это побережье, приобщиться к тайнам его стихий... 
Человек потерял контакт с природой планеты, построил свою жизнь на хитроумии и изобретательности и потому рассматривает животных сквозь лупу человеческих знаний...
Нам необходимо иное, более мудрое и возможно, более мистическое представление о животных...»

Не отрицая своей внутренней связи с Торо, Бестон отмечал направленность деятельности и творчества Торо на переустройство социальных аспектов жизни, а себя относил, в большей степени, к натуралистам.
Бестон по праву считается одним из отцов современного природозащитного движения.

## Семья
Жена - Elizabeth Jane Coatsworth (1893 – 1986), известная американская детская писательница .
Дочери – Margaret (1930) и Catherine (1932).

## Известность в России
Бестон стал популярен в России после издания двух его книг на русском языке (в переводе В. Кондракова):
- Домик на краю земли (1982)

- Река Св. Лаврентия (1985)

Высказанный в книге «Домик на краю земли» ещё в первой трети XX века и сохранивший свою актуальность призыв к сбережению живой природы -

«Находясь вдали от первозданной природы, живя сложной неестественной жизнью,  человек к другим живым существам подходит с позиций своих ограниченных знаний. Мы снисходительно взираем на них, демонстрируя свою жалость к этим «недоразвитым» существам, которым предназначено стоять намного ниже той ступени, на которой стоит человек. Но такое отношение - плод глубочайшего заблуждения. К животным нельзя подходить с человеческими мерками. Обитая в более древнем и совершенном мире, чем наш, эти существа обладают столь развитыми чувствами, которые мы давно утратили или не обладали ими никогда, голоса, которые слышны им, нашему уху недоступны. Они - не братья наши меньшие и не бедные родственники: они – иные нации; это просто совсем другой мир, существование которого совпало по времени с нашим, они такие же пленники этой прекрасной и жестокой жизни»

- цитируется с некоторыми вариациями в многочисленных российских публикациях, форумах и цитатниках, посвященных проблемам экологии, сострадания к животным, психотерапевтического воздействия природы на человека, вегетарианства и других.